# Centrum zarządzania kryzysowego
Treść tego artykułu od 2022-09 należy opracować w taki sposób, aby nie uwypuklała nadmiernie polskiej specyfiki / aby nie zawężała się tylko do polskich warunków
 Po wyeliminowaniu niedoskonałości należy usunąć szablon [[Szablon:Dopracować|]] z tego artykułu.
Centrum zarządzania kryzysowego – całodobowa dyżurna służba operacyjna ustanowiona z celem utrzymania szybkiego i sprawnego obiegu informacji w razie sytuacji kryzysowej.

## CZK w Polsce
W Polsce istnieje 16 Centrów Zarządzania Kryzysowego, jeden dla każdego województwa:
1. Centrum Zarządzania Kryzysowego Wojewody Dolnośląskiego
2. Centrum Zarządzania Kryzysowego Wojewody Kujawsko-Pomorskiego
3. Centrum Zarządzania Kryzysowego Wojewody Łódzkiego
4. Centrum Zarządzania Kryzysowego Wojewody Lubelskiego
5. Centrum Zarządzania Kryzysowego Wojewody Lubuskiego
6. Centrum Zarządzania Kryzysowego Wojewody Małopolskiego
7. Centrum Zarządzania Kryzysowego Wojewody Mazowieckiego
8. Centrum Zarządzania Kryzysowego Wojewody Opolskiego
9. Centrum Zarządzania Kryzysowego Wojewody Podkarpackiego
10. Centrum Zarządzania Kryzysowego Wojewody Podlaskiego
11. Centrum Zarządzania Kryzysowego Wojewody Pomorskiego
12. Centrum Zarządzania Kryzysowego Wojewody Śląskiego
13. Centrum Zarządzania Kryzysowego Wojewody Świętokrzyskiego
14. Centrum Zarządzania Kryzysowego Wojewody Warmińsko-Mazurskiego
15. Centrum Zarządzania Kryzysowego Wojewody Wielkopolskiego
16. Centrum Zarządzania Kryzysowego Wojewody Zachodniopomorskiego

## Struktura
- Poziom 1
  - Prezes Rady Ministrów
  - Minister Spraw Wewnętrznych i Administracji
  - Rządowy Zespół Zarządzania Kryzysowego
  - Rządowe Centrum Bezpieczeństwa
  - Zespoły Zarządzania Kryzysowego Ministerstw i Centralnych Organów Administracji Rządowej
  - Centra Zarządzania Kryzysowego Ministerstw i Centralnych Organów Administracji Rządowej

- Poziom 2
  - Wojewoda
  - Wojewódzki Zespół Zarządzania Kryzysowego
  - Wojewódzkie Centrum Zarządzania Kryzysowego

- Poziom 3
  - Starosta (prezydent miasta na prawach powiatu)
  - Powiatowy Zespół Zarządzania Kryzysowego
  - Powiatowe Centrum Zarządzania Kryzysowego

- Poziom 4
  - Wójt (burmistrz, prezydent miasta)
  - Gminny Zespół Zarządzania Kryzysowego
  - Gminne Centrum Zarządzania Kryzysowego